# 农艺梅
农艺梅（1971年—），广西大新人，壮族，中华人民共和国政治人物、第十一届全国人民代表大会广西地区代表。
毕业于广西农业大学林学院林学专业。担任大新县副县长。2008年起担任全国人大代表。